# Serge Nadaud
Serge Nadaud, född Eugene Rabinowitch den 14 maj 1906 i Bachmut, död 18 juli 1995 i Cannes, var en rysk-född fransk skådespelare och röstskådespelare.
Han var bland annat rösterna till skådespelaren Spencer Tracy, karaktären M i filmerna om James Bond, och gjorde även den franska rösten till Rastapopoulos i Tintin och hajsjön.

## Filmografi (i urval)
- 1936 – La gondole aux chimères
- 1936 – San Francisco (film) - röst till Spencer Tracy
- 1940 – L’émigrante
- 1940 – Glädjestaden - röst till Spencer Tracy
- 1940 – Nordvästpassagen (film) - röst till Spencer Tracy
- 1941 – Dr. Jekyll och Mr. Hyde - röst till Spencer Tracy
- 1947 – Prärie (film) - röst till Spencer Tracy
- 1949 – Interdit au public
- 1949 – Adams revben - röst till Spencer Tracy
- 1964 – Tintin och de blå apelsinerna - röst till professor Zalamera (Ángel Álvarez)
- 1972 – Tintin och hajsjön - röst till Rastapopoulos